# 김양 (가수)
김양(본명: 김대진, 1979년 9월 23일 ~ )은 대한민국의 트로트 가수이다.

## 경력
- MBC 합창단

## 음반
- 2008년 우지마라
- 2010년 사랑이 숑
- 2011년 그래요 / 당신 믿어요
- 2016년 웃어야지 / 내사람
- 2017년 연분 / 회초리
- 2018년 흥부자
- 2019년 사랑은 뷰티풀 인생은 원더풀 ost 사랑은 늘 도망가
- 2020년 한 발 들어봐
- 2020년 브라보! 코리아
- 2023년 Cross / Poison (원곡 : 엄정화)

## 진행 프로그램
- 2010년 OBS경인TV 토크 인 가요

## 홍보대사
- 2014년 강남구 행복나눔 홍보대사

## 수상
- 2011년 제5회 케이블TV 방송대상 스타상